# Квекве
Квекве је град у Зимбабвеу, у покрајини Мидлендс.